# Démographie d'Anglefort
La démographie  d'Anglefort est caractérisée par une densité faible et une population en croissance depuis les années 1960.
En 2014, Anglefort comptait 1 142  habitants, soit une évolution de 26.8 % par rapport à 2006. La commune occupait le 163e rang en nombre d'habitants sur les 419 communes que compte le département.
L'évolution démographique, les indicateurs démographiques, la pyramide des âges, l'état matrimonial, les caractéristiques de l'emploi et le niveau de formation sont détaillées ci-après.

## Évolution démographique
L'évolution du nombre d'habitants est connue à travers les recensements de la population effectués périodiquement dans la commune depuis 1793. 
Relativement stable au XIXe siècle, la population a décliné dans la première moitié du XXe siècle pour ensuite doubler entre 1962 et les années 2000.
Une réforme du mode de recensement permet à l'Insee de publier les populations légales des communes annuellement à partir de 2006. Pour les communes de moins de 10 000 habitants, les recensements ont lieu tous les cinq ans, les populations légales intermédiaires sont quant à elles estimées par calcul. Le premier recensement exhaustif de la commune entrant dans le cadre de ce nouveau dispositif a eu lieu en 2007.
En 2014, Anglefort comptait 1 142  habitants, soit une évolution de 26.8 % par rapport à 2006. La commune occupait le 163e rang en nombre d'habitants sur les 419 communes que compte le département.
| 1793  | 1800  | 1806  | 1821 | 1831  | 1836 | 1841  | 1846  | 1851  |
| ----- | ----- | ----- | ---- | ----- | ---- | ----- | ----- | ----- |
| 1 021 | 2 261 | 1 091 | 942  | 1 107 | 962  | 1 223 | 1 205 | 1 166 |

| 1856  | 1861  | 1866  | 1872  | 1876  | 1881  | 1886  | 1891  | 1896  |
| ----- | ----- | ----- | ----- | ----- | ----- | ----- | ----- | ----- |
| 1 186 | 1 084 | 1 127 | 1 110 | 1 118 | 1 135 | 1 075 | 1 000 | 1 000 |

| 1901 | 1906 | 1911 | 1921 | 1926 | 1931 | 1936 | 1946 | 1954 |
| ---- | ---- | ---- | ---- | ---- | ---- | ---- | ---- | ---- |
| 995  | 964  | 895  | 752  | 676  | 630  | 565  | 548  | 507  |

| 1962 | 1968 | 1975 | 1982 | 1990 | 1999 | 2007 | 2012  | 2014  |
| ---- | ---- | ---- | ---- | ---- | ---- | ---- | ----- | ----- |
| 438  | 528  | 697  | 714  | 687  | 769  | 918  | 1 069 | 1 142 |

## Indicateurs démographiques

### Densité
La densité de la population de Anglefort est passée de 18 habitants/km2 en 1968 à 32,8 en 2009. Cette densité est, en 2009, 3,1 fois plus faible que la densité moyenne du département de l'Ain (102,2) et 3,5 fois que celle de la France métropolitaine (114,8).
Cet indicateur se situe au 300e rang au niveau départemental (sur 419 communes) et au 20 393e au niveau national (France métropolitaine), sur 36 575 communes.
| \| \| Anglefort \| Anglefort \| Anglefort \| Anglefort \| Anglefort \| Anglefort \| Ain \| France \| \| \| 1968 \| 1975 \| 1982 \| 1990 \| 1999 \| 2009 \| 2009 \| 2009 \| \| ------------------------- \| --------- \| --------- \| --------- \| --------- \| --------- \| --------- \| ------- \| ---------- \| \| Population \| 528 \| 697 \| 714 \| 687 \| 772 \| 960 \| 588 853 \| 62 465 709 \| \| Densité moyenne (hab/km²) \| 18 \| 23,8 \| 24,4 \| 23,5 \| 26,4 \| 32,8 \| 102,2 \| 114,8 \| |           |           |           |           |           |           |         |            |
| | Anglefort | Anglefort | Anglefort | Anglefort | Anglefort | Anglefort | Ain     | France     |
| | 1968      | 1975      | 1982      | 1990      | 1999      | 2009      | 2009    | 2009       |
| Population | 528       | 697       | 714       | 687       | 772       | 960       | 588 853 | 62 465 709 |
| Densité moyenne (hab/km²) | 18        | 23,8      | 24,4      | 23,5      | 26,4      | 32,8      | 102,2   | 114,8      |

.

### Soldes naturels et migratoires
L'augmentation moyenne annuelle s'est relativement tassée depuis les années 1970. De 4,1 % sur la période 1968-1975, elle est passée à 2,2 % sur la période 1999-2009, quand celle du département de l'Ain a baissé de 1,5 % à 1,3 %. Le solde naturel annuel, qui est la différence entre  le nombre de naissances et le nombre de décès enregistrés au cours d'une même année, connaît une forte augmentation, puisque la variation annuelle due au solde naturel passe de 0,1 à 0,3. L'augmentation du taux de natalité, qui passe de 11,5 % à 13,5 %, est en fait relativement compensée par la baisse du taux de mortalité, qui parallèlement passe de 10,9 à 8,6.
Le flux migratoire connaît un recul, le taux annuel passant de 3,9 à 1,9 %, traduisant une baisse des implantations nouvelles dans la commune.
Le taux de natalité est passé de 11,5 ‰ sur la période 1968-1975 à 13,5 ‰  sur la période 1999-2009.  Celui du département était sur la période 1999-2009 de 12,5 ‰ et celui de la France métropolitaine de  12,8 ‰.
Le taux de mortalité est quant à lui passé de 10,1 ‰ sur la période 1968-1975 à 10,4 ‰  sur la période 1999-2009. Celui du département était sur cette dernière période de 7,6 ‰ et celui de la France de 8,8 ‰.
| Evolution sur la période 1968-2009 \| \| \| 1968 à 1975 \| 1975 à 1982 \| 1982 à 1990 \| 1990 à 1999 \| 1999 à 2009 \| \| ----------- \| -------------------------------------------------- \| ----------- \| ----------- \| ----------- \| ----------- \| ----------- \| \| Commune \| Variation annuelle moyenne de la population (en %) \| 4,1 \| 0,3 \| -0,5 \| 1,3 \| 2,2 \| \| Commune \| - due au solde naturel (en %) \| 0,1 \| 0,4 \| 0,2 \| 0,4 \| 0,3 \| \| Commune \| - due au solde apparent des entrées sorties (en %) \| 3,9 \| -0,1 \| -0,7 \| 0,9 \| 1,9 \| \| Commune \| Taux de natalité (en ‰) \| 11,5 \| 13,5 \| 11,2 \| 10,7 \| 13,5 \| \| Commune \| Taux de mortalité (en ‰) \| 10,1 \| 9,1 \| 9,4 \| 6,9 \| 10,4 \| \| Département \| Variation annuelle moyenne de la population (en %) \| 1,5 \| 1,5 \| 1,5 \| 1 \| 1,3 \| \| France \| Variation annuelle moyenne de la population (en %) \| 0,8 \| 0,5 \| 0,5 \| 0,4 \| 0,7 \| | Mouvements naturels sur la période 1999-2009 Naissances Décès |             |             |             |             |             |
| |                                                               | 1968 à 1975 | 1975 à 1982 | 1982 à 1990 | 1990 à 1999 | 1999 à 2009 |
| Commune | Variation annuelle moyenne de la population (en %)            | 4,1         | 0,3         | -0,5        | 1,3         | 2,2         |
| Commune | - due au solde naturel (en %)                                 | 0,1         | 0,4         | 0,2         | 0,4         | 0,3         |
| Commune | - due au solde apparent des entrées sorties (en %)            | 3,9         | -0,1        | -0,7        | 0,9         | 1,9         |
| Commune | Taux de natalité (en ‰)                                       | 11,5        | 13,5        | 11,2        | 10,7        | 13,5        |
| Commune | Taux de mortalité (en ‰)                                      | 10,1        | 9,1         | 9,4         | 6,9         | 10,4        |
| Département | Variation annuelle moyenne de la population (en %)            | 1,5         | 1,5         | 1,5         | 1           | 1,3         |
| France | Variation annuelle moyenne de la population (en %)            | 0,8         | 0,5         | 0,5         | 0,4         | 0,7         |

## Pyramide des âges
La pyramide des âges, à savoir la répartition par sexe et âge de la population, de la commune de Anglefort en 2009 ainsi que, comparativement, celle du département de l'Ain la même année, sont représentées avec les graphiques ci-dessous.
La population de la commune comporte 50,3 % d'hommes et 49,7 % de femmes. Les tranches pour lesquelles le déséquilibre est le plus prononcé en faveur des femmes sont les tranches 75-90 ans (+27,9 % de femmes) et 90 ans et + (pas d'homme).

La population de la commune s'est rajeunie entre 1999 et 2009, le taux des personnes de 60 ans et plus passant de 23 % à 21 %, alors que parallèlement les populations du département et de la France ont quant à elles vieilli (passant respectivement de 18 à 20 % pour le Département et de 20 à 23 % pour la France métropolitaine. 
| \| \| Anglefort \| Anglefort \| Anglefort \| Anglefort \| Ain \| Ain \| France \| France \| \| \| 2009 \| 2009 \| 1999 \| 1999 \| 2009 \| 1999 \| 2009 \| 1999 \| \| -------------- \| --------- \| --------- \| --------- \| --------- \| ---- \| ---- \| ------ \| ------ \| \| \| nb \| % \| nb \| % \| % \| % \| % \| % \| \| Ensemble \| 960 \| 100 \| 772 \| 100 \| 100 \| 100 \| 100 \| 100 \| \| 0-14 ans \| 213 \| 22 \| 140 \| 18 \| 21 \| 21 \| 18 \| 19 \| \| 15-29 ans \| 147 \| 15 \| 134 \| 17 \| 17 \| 19 \| 19 \| 20 \| \| 30-44 ans \| 222 \| 23 \| 149 \| 19 \| 22 \| 23 \| 20 \| 22 \| \| 45-59 ans \| 175 \| 18 \| 173 \| 22 \| 20 \| 19 \| 20 \| 18 \| \| 60-74 ans \| 137 \| 14 \| 117 \| 15 \| 13 \| 12 \| 14 \| 13 \| \| 75 ans ou plus \| 66 \| 7 \| 59 \| 8 \| 7 \| 6 \| 9 \| 7 \| | 1999 2009 |           |           |           |      |      |        |        |
| | Anglefort | Anglefort | Anglefort | Anglefort | Ain  | Ain  | France | France |
| | 2009      | 2009      | 1999      | 1999      | 2009 | 1999 | 2009   | 1999   |
| | nb        | %         | nb        | %         | %    | %    | %      | %      |
| Ensemble | 960       | 100       | 772       | 100       | 100  | 100  | 100    | 100    |
| 0-14 ans | 213       | 22        | 140       | 18        | 21   | 21   | 18     | 19     |
| 15-29 ans | 147       | 15        | 134       | 17        | 17   | 19   | 19     | 20     |
| 30-44 ans | 222       | 23        | 149       | 19        | 22   | 23   | 20     | 22     |
| 45-59 ans | 175       | 18        | 173       | 22        | 20   | 19   | 20     | 18     |
| 60-74 ans | 137       | 14        | 117       | 15        | 13   | 12   | 14     | 13     |
| 75 ans ou plus | 66        | 7         | 59        | 8         | 7    | 6    | 9      | 7      |

## État matrimonial
En 2009, la commune comptait 32,3 % de célibataires, 53,4 % de personnes mariées, 7,8 % de veufs ou veuves et 6,4 % de divorcé(e)s. Le taux de personnes mariées apparaît ainsi supérieur à celui du département (52,5 %) mais aussi de la France (47,5 %).
| \| \| Anglefort \| Anglefort \| Anglefort \| Ain \| France \| \| ------------- \| --------- \| --------- \| --------- \| ------ \| ------ \| \| \| Hommes \| Femmes \| Total \| Total \| Total \| \| Célibataires \| 38,8 % \| 25,8 % \| 32,3 % \| 33,3 % \| 37,5 % \| \| Marié(e)s \| 53,2 % \| 53,8 % \| 53,4 % \| 52,5 % \| 47,5 % \| \| Veufs, veuves \| 2,4 % \| 13,2 % \| 7,8 % \| 6,8 % \| 7,7 % \| \| Divorcé(e)s \| 5,6 % \| 7,3 % \| 6,4 % \| 7,4 % \| 7,4 % \| |           |           |           |        |        |
| | Anglefort | Anglefort | Anglefort | Ain    | France |
| | Hommes    | Femmes    | Total     | Total  | Total  |
| Célibataires | 38,8 %    | 25,8 %    | 32,3 %    | 33,3 % | 37,5 % |
| Marié(e)s | 53,2 %    | 53,8 %    | 53,4 %    | 52,5 % | 47,5 % |
| Veufs, veuves | 2,4 %     | 13,2 %    | 7,8 %     | 6,8 %  | 7,7 %  |
| Divorcé(e)s | 5,6 %     | 7,3 %     | 6,4 %     | 7,4 %  | 7,4 %  |

## Emploi
En 2009, les employés représentaient, avec 142 emplois, la catégorie socioprofessionnelle la plus importante de la population active de la commune (19,2 % contre 16,1 au niveau départemental). En 1999, ils étaient 92 et représentaient 14,4 % de la population active.
La commune comptait par ailleurs, en 2009, 192 retraités, soit 26 % de la population de la commune et 1,3 % de moins que le taux départemental. Cet écart s'est toutefois réduit par rapport à celui de 1999 puisqu'il était alors de 1,4 %.
| \| \| Anglefort \| Anglefort \| Anglefort \| Anglefort \| Ain \| Ain \| France \| France \| \| ------------------------------------------------- \| --------- \| --------- \| --------- \| --------- \| ---- \| ---- \| ------ \| ------ \| \| 2009 \| 2009 \| 1999 \| 1999 \| 2009 \| 1999 \| 2009 \| 1999 \| \| \| nb \| % \| nb \| % \| % \| % \| % \| % \| \| \| Ensemble \| 741 \| 100 \| 640 \| 100 \| 100 \| 100 \| 100 \| 100 \| \| Agriculteurs exploitants \| 21 \| 2,8 \| 8 \| 1,3 \| 0,9 \| 1,4 \| 1 \| 1,4 \| \| Artisans, commerçants, chefs d'entreprise \| 33 \| 4,5 \| 20 \| 3,1 \| 3,7 \| 4,2 \| 3,3 \| 3,5 \| \| Cadres et professions intellectuelles supérieures \| 33 \| 4,5 \| 16 \| 2,5 \| 8 \| 5,9 \| 8,7 \| 6,7 \| \| Professions intermédiaires \| 92 \| 12,4 \| 60 \| 9,4 \| 15,5 \| 13,2 \| 13,9 \| 12,1 \| \| Employés \| 142 \| 19,2 \| 92 \| 14,4 \| 16,8 \| 16,1 \| 16,6 \| 16,5 \| \| Ouvriers \| 117 \| 15,8 \| 140 \| 21,9 \| 16,8 \| 18,6 \| 13,5 \| 14,9 \| \| Retraités \| 192 \| 26 \| 152 \| 23,8 \| 24,2 \| 20,9 \| 26,2 \| 22,4 \| \| Autres personnes sans activité professionnelle \| 109 \| 14,7 \| 152 \| 23,8 \| 14 \| 19,8 \| 16,9 \| 22,6 \| | 1999 2009 |           |           |           |      |      |        |        |
| | Anglefort | Anglefort | Anglefort | Anglefort | Ain  | Ain  | France | France |
| 2009 | 2009      | 1999      | 1999      | 2009      | 1999 | 2009 | 1999   |        |
| nb | %         | nb        | %         | %         | %    | %    | %      |        |
| Ensemble | 741       | 100       | 640       | 100       | 100  | 100  | 100    | 100    |
| Agriculteurs exploitants | 21        | 2,8       | 8         | 1,3       | 0,9  | 1,4  | 1      | 1,4    |
| Artisans, commerçants, chefs d'entreprise | 33        | 4,5       | 20        | 3,1       | 3,7  | 4,2  | 3,3    | 3,5    |
| Cadres et professions intellectuelles supérieures | 33        | 4,5       | 16        | 2,5       | 8    | 5,9  | 8,7    | 6,7    |
| Professions intermédiaires | 92        | 12,4      | 60        | 9,4       | 15,5 | 13,2 | 13,9   | 12,1   |
| Employés | 142       | 19,2      | 92        | 14,4      | 16,8 | 16,1 | 16,6   | 16,5   |
| Ouvriers | 117       | 15,8      | 140       | 21,9      | 16,8 | 18,6 | 13,5   | 14,9   |
| Retraités | 192       | 26        | 152       | 23,8      | 24,2 | 20,9 | 26,2   | 22,4   |
| Autres personnes sans activité professionnelle | 109       | 14,7      | 152       | 23,8      | 14   | 19,8 | 16,9   | 22,6   |

## Niveau de formation
Le taux de personnes non scolarisées sans diplôme a diminué entre 1999 (20,3 %) et 2009 (16,7 %). Il est inférieur à celui de l'Ain (17,1 %)  et à celui de la France métropolitaine (18,3 %).
Parallèlement le taux de personnes titulaires d'un diplôme de l'enseignement supérieur long est passé de 3,2 % en 1999 à 5 % en 2009, un taux inférieur à celui de l'Ain (10,6 %)  et au taux national relatif à la France métropolitaine (12,7 %).
| \| \| Anglefort \| Anglefort \| Anglefort \| Anglefort \| Ain \| Ain \| France \| France \| \| --------------------------------------------------------- \| --------- \| --------- \| --------- \| --------- \| ---- \| ---- \| ------ \| ------ \| \| 2009 \| 2009 \| 1999 \| 1999 \| 2009 \| 1999 \| 2009 \| 1999 \| \| \| nb \| % \| nb \| % \| % \| % \| % \| % \| \| \| \| 690 \| 100 \| 567 \| 100 \| 100 \| 100 \| 100 \| 100 \| \| Aucun diplôme \| 115 \| 16,7 % \| 115 \| 20,3 % \| 17,1 \| 18,4 \| 18,3 \| 20 \| \| Titulaires du certificat d'études primaires \| 111 \| 16,1 % \| 131 \| 23,1 % \| 11,2 \| 18,4 \| 11,1 \| 17,6 \| \| Titulaires du BEPC, brevet des collèges \| 46 \| 6,7 % \| 47 \| 8,3 % \| 5,7 \| 7,4 \| 6,3 \| 8,1 \| \| Titulaires d'un CAP ou d'un BEP \| 235 \| 34,1 % \| 163 \| 28,7 % \| 26,5 \| 27,6 \| 24 \| 25 \| \| Titulaires d'un baccalauréat ou d'un brevet professionnel \| 84 \| 12,1 % \| 55 \| 9,7 % \| 16,4 \| 12,4 \| 15,9 \| 12,1 \| \| Titulaires d'un diplôme de l'enseignement supérieur court \| 65 \| 9,4 % \| 38 \| 6,7 % \| 16,4 \| 8,8 \| 11,8 \| 8,5 \| \| Titulaires d'un diplôme de l'enseignement supérieur long \| 35 \| 5 % \| 18 \| 3,2 % \| 10,6 \| 7 \| 12,7 \| 8,8 \| | 1999 2009 |           |           |           |      |      |        |        |
| | Anglefort | Anglefort | Anglefort | Anglefort | Ain  | Ain  | France | France |
| 2009 | 2009      | 1999      | 1999      | 2009      | 1999 | 2009 | 1999   |        |
| nb | %         | nb        | %         | %         | %    | %    | %      |        |
| | 690       | 100       | 567       | 100       | 100  | 100  | 100    | 100    |
| Aucun diplôme | 115       | 16,7 %    | 115       | 20,3 %    | 17,1 | 18,4 | 18,3   | 20     |
| Titulaires du certificat d'études primaires | 111       | 16,1 %    | 131       | 23,1 %    | 11,2 | 18,4 | 11,1   | 17,6   |
| Titulaires du BEPC, brevet des collèges | 46        | 6,7 %     | 47        | 8,3 %     | 5,7  | 7,4  | 6,3    | 8,1    |
| Titulaires d'un CAP ou d'un BEP | 235       | 34,1 %    | 163       | 28,7 %    | 26,5 | 27,6 | 24     | 25     |
| Titulaires d'un baccalauréat ou d'un brevet professionnel | 84        | 12,1 %    | 55        | 9,7 %     | 16,4 | 12,4 | 15,9   | 12,1   |
| Titulaires d'un diplôme de l'enseignement supérieur court | 65        | 9,4 %     | 38        | 6,7 %     | 16,4 | 8,8  | 11,8   | 8,5    |
| Titulaires d'un diplôme de l'enseignement supérieur long | 35        | 5 %       | 18        | 3,2 %     | 10,6 | 7    | 12,7   | 8,8    |